# Dennis Livson
Dennis Abraham Livson, född 24 november 1946 i Helsingfors, död 9 november 2013 i Åbo, var en finländsk barnfilmsproducent, mest känd som producent för de animerade TV-serierna  Alfred Jeremias Kwak (1989) och I Mumindalen (1990). Han grundade också temaparken Muminvärlden i Nådendal.

## Lista över filmproduktioner
- Det tredje offret (1978)
- Djurgården (1988)
- Cubitus (1989, exekutiv producent)
- Alfred Jeremias Kwak (1989–1991, exekutiv producent samt regissör)
- I Mumindalen (1990–1991)
- Star Street (1991, exekutiv producent)
- Mumintrollet och hans vänner - kometen kommer (1992)